# Pseudergolis chinensis
Pseudergolis chinensis är en fjärilsart som beskrevs av Hans Fruhstorfer 1912. Pseudergolis chinensis ingår i släktet Pseudergolis och familjen praktfjärilar. Inga underarter finns listade i Catalogue of Life.